# Ramaricium flavomarginatum
Ramaricium flavomarginatum är en svampart som först beskrevs av Edward Angus Burt, och fick sitt nu gällande namn av Ginns 1979. Ramaricium flavomarginatum ingår i släktet Ramaricium och familjen Gomphaceae.   Inga underarter finns listade i Catalogue of Life.